# Halidzor
Halidzor (en arménien Հալիձոր) est une communauté rurale du marz de Syunik en Arménie. En 2008, elle compte 634 habitants.